# Ostdeutscher Rundfunk Brandenburg
De Ostdeutsche Rundfunk Brandenburg (ORB) was tussen 12 oktober 1991 en 30 april 2003 een publieke omroep voor de deelstaat Brandenburg in Duitsland.
Met ingang van 1 mei 2003 fuseerde de ORB met de Sender Freies Berlin (SFB) tot het nieuwe Rundfunk Berlin-Brandenburg (RBB). Net zoals de RBB nu, waren ook de ORB en SFB deelnemer in de Arbeitsgemeinschaft der öffentlich-rechtlichen Rundfunkanstalten der Bundesrepublik Deutschland (ARD).
Het hoofdkantoor van de ORB bevond zich in Potsdam. Hier bevonden zich ook de hoofdstudio's. Daarnaast had de omroep studio's in Cottbus, Frankfurt (Oder) en Perleberg.